# Caravan (musikgrupp)
Caravan var en brittisk progressiv musikgrupp bildad 1968 i staden Canterbury i England. Gruppen var en av de mest framstående inom The Canterbury scene. Musikaliskt kan de sägas ha spelat en blandning av jazzrock och psykedelisk musik. Deras album blev aldrig några kommersiella framgångar, utan gruppen levde främst på liveframträdanden och kultrykte.

## Historik
Caravan formades ur spillrorna av den R&B-baserade gruppen Wilde Flowers. Originalmedlemmar i gruppen var Richard Sinclair (bas/sång), Pye Hastings (el & akustisk gitarr/sång), David Sinclair (orgel/piano/mellotron) och Richard Couglan (trummor). De släppte sitt debutalbum 1968 och denna formation av gruppen släppte två album till.
1971 lämnade David Sinclair gruppen. Han ersattes kort av Stephen Miller. Miller medverkade bara på albumet Waterloo Lily. Sinclair kom tillbaka till gruppen när nästa album For Girls Who Grow Plump in the Night spelades in. Vid det laget hade Geoff Richardson tillkommit på elfiol och basisten Richard Sinclair lämnat gruppen. Efter hans avhopp kom gruppen inte att ha någon riktigt fast basist, 4 stycken spelade med gruppen från 1973 fram till 1980. Deras kommersiellt framgångsrikaste album var 1975 års Cunning Stunts. Albumet blev listnoterat i både USA och Storbritannien. Det var dock deras sista album för deras långvariga skivbolag Decca, och de efterföljande albumen nådde inte samma framgång. I mitten av 1980-talet upplöstes gruppen.
1990 återförenades den första upplagan av gruppen för ett antal konserter, men Richard Sinclair lämnade gruppen igen redan 1991. Dave Sinclair kom att lämna Caravan 2002 under arbetet med deras studioalbum The Unauthorised Breakfast Item vilket också är gruppens senaste studioalbum. De är fortsatt aktiva under ledning av Pye Hastings. Bandet fick dock ställa in en del konserter under 2000-talet på grund av långvarige trummisen Richard Coughlans vacklande hälsa. Coughlan avled 1 december 2013.

## Medlemmar
Nuvarande medlemmar
- Pye Hastings – gitarr, sång (1968–1978, 1980–1985, 1990–1992, 1995– )
- Geoffrey Richardson – gitarr, viola, violin (1972–1978, 1980–1981, 1995–1996, 1997– )
- Jan Schelhaas – keyboard (1975–1978, 2002– )
- Jim Leverton – basgitarr (1995– )
- Mark Walker – trummor, slagverk (2010– )

Tidigare medlemmar
- Richard Coughlan – trummor, slagverk (1968–1978, 1980–1985, 1990–1992, 1995–2013; död 2013)
- Richard Sinclair – basgitarr, sång (1968–1972, 1981–1985, 1990–1992)
- Dave Sinclair – keyboard (1968–1971, 1973–1975, 1980–1985, 1990–1992, 1995–2002)
- Steve Miller – keyboard (1971–1972)
- Derek Austin – keyboard (1972–1973)
- Stuart Evans – basgitarr (1972–1973)
- John Perry – basgitarr (1973–1974)
- Mike Wedgwood – basgitarr (1974–1976)
- Dek Messecar – basgitarr (1976–1978, 1980–1981)
- Doug Boyle – gitarr (1996–2007)
- Simon Bentall – slagverk (1996–1997)
- Jimmy Hastings – flöjt, saxofon (1996–1997)

## Diskografi (i urval)
Studioalbum
- Caravan (1968)
- If I Could Do It All Over Again, I'd Do It All Over You (1970)
- In the Land of Grey and Pink (1971)
- Waterloo Lily (1972)
- For Girls Who Grow Plump in the Night (1973)
- Cunning Stunts (1975)
- Blind Dog at St. Dunstan's (1976)
- Better by Far (1977)
- The Album (1980)
- Back to Front (1982)
- Cool Water (1994)
- The Battle of Hastings (1995)
- The Unauthorized Breakfast Item (2003)
- Paradise Filter (2013)
- It’s None of Your Business (2021)

Livealbum
- Caravan & the New Symphonia (1974)
- BBC Radio 1 Live in Concert (1991)
- Live in Holland: Back on the Tracks (1998)
- Live 1990 (1992)
- Songs for Oblivion Fishermen (1998)
- Ether Way (1998)
- Live: Canterbury Comes to London (1999)
- Surprise Supplies (1999)
- Bedrock in Concert (2002)
- Green Bottles for Marjorie: The Lost BBC Sessions (2002)
- Live at the Fairfield Halls, 1974 (2002)
- A Night's Tale (2003)
- Nowhere to Hide (2003)
- With Strings Attached (2003)
- Show of Our Lives – Caravan at the BBC 1968–1975 (2007)